# IC 4749
IC 4749 је лентикуларна галаксија у сазвјежђу Паун која се налази на листи објеката дубоког неба у Индекс каталогу.
Деклинација објекта је - 63° 12' 32" а ректасцензија 18h 42m 49,4s. Привидна величина (магнитуда) објекта IC 4749 износи 13,3 а фотографска магнитуда 14,3. IC 4749 је још познат и под ознакама ESO 103-54, PGC 62300.